# Lomas de Zamora
Lomas de Zamora – miasto we wschodniej Argentynie, w prowincji Buenos Aires, w zespole miejskim Buenos Aires. Około 591,3 tys. mieszkańców.
W dzielnicy miasta Temperley swoją siedzibę ma klub piłkarski Temperley.

## Współpraca
- Ibagué, Kolumbia